# Troisième circonscription de Seine-et-Marne
La troisième circonscription de Seine-et-Marne est représentée dans la XVIIe législature de la Cinquième République par Jean-Louis Thiériot, député Les Républicains.

## Description géographique et démographique

### De 1958 à 1986

Carte de Seine-et-Marne montrant la troisième circonscription dans ses limites depuis 2012.

La troisième circonscription de Seine-et-Marne est composée de :
- canton de Coulommiers
- canton de Crécy-en-Brie
- canton de La Ferté-sous-Jouarre
- canton de Lizy-sur-Ourcq
- canton de Meaux
- canton de Rebais

(réf. Journal officiel du 14-15 octobre 1958).

### De 1988 à 2012

Carte de Seine-et-Marne montrant la troisième circonscription de 1988 à 2012.

La troisième circonscription de Seine-et-Marne réunit le nord de l'agglomération melunoise et la ville de Montereau-Fault-Yonne, et s'étale pour cela sur trois arrondissements, celui de Melun, de Fontainebleau et de Provins. Pour ce faire, elle est composée des cantons suivants :
- Canton de Melun-Nord : 37 015 habitants
- Canton du Châtelet-en-Brie : 14 618 habitants
- Canton de Moret-sur-Loing : 33 226 habitants
- Canton de Montereau-Fault-Yonne : 33 646 habitants

Il est à noter que l'intégration en 2014 du canton du Châtelet-en-Brie au canton de Nangis ne modifie pas le rattachement des communes à leur circonscription d'origine. Ainsi Chartrettes, Le Châtelet-en-Brie, Fontaine-le-Port communes résidentielles situées dans l'aire d'attraction de Melun ou de Fontainebleau demeurent rattachées à la troisième circonscription tandis que les communes du canton originel de Nangis continuent quant à elles de relever de la quatrième circonscription de Seine-et-Marne.
D'après les chiffres du recensement de 1999, la circonscription était alors peuplée de 118 505 habitants.

### Description socio-politique
Composée de deux villes moyenne ayant des quartiers difficiles (la partie Nord de Melun et sa ZUS des quartiers nord et Montereau-Fault-Yonne et sa ZUS de Surville) reliées entre elle par des petites villes et villages de campagne, la circonscription est à l'image de la nation : le candidat de droite, élu en 2002, avait été battu en 1997. De plus, le Front national y fait des scores particulièrement important. Ainsi, en 1993, la gauche ne put participer au second tour, victime du score élevé du candidat frontiste.[réf. nécessaire]

## À partir de 2012

### Description géographique et démographique
La troisième circonscription regroupe quatre cantons du sud et du centre de la Seine-et-Marne. Elle comprend une partie du plateau essentiellement rural et périurbain de la Brie et la vallée de la Seine depuis le confluent de l'Yonne à Montereau-Fault-Yonne jusqu'à celui du Loing à Saint-Mammès dans l'agglomération de Moret-sur-Loing.
- Canton du Châtelet-en-Brie : 15 308 habitants
- Canton de Montereau-Fault-Yonne : 33 934 habitants
- Canton de Moret-sur-Loing : 33 927 habitants
- Canton de Mormant : 23 223 habitants

En 2009, la population municipale légale de la circonscription était de 106 392 habitants.

### Description socio-politique
La circonscription perd dans le nouveau découpage le canton de Melun Nord, remplacé par celui, beaucoup plus étendu et rural, de Mormant. La ville dominante est donc désormais Montereau-Fault-Yonne qui comprend lequartier très populaire de Surville.

## Historique des résultats
| Législature | Début de mandat  | Fin de mandat    | Député              | Parti politique | Observations |
| ----------- | ---------------- | ---------------- | ------------------- | --------------- | --- |
| IXe         | 23 juin 1988     | 1er avril 1993   | Jean-Jacques Hyest  | RPR             | |
| Xe          | 2 avril 1993     | 10 décembre 1995 | Jean-Jacques Hyest. | RPR.            | Pierre Carassus remporte l'élection partielle du 10 décembre 1995 à la suite de sa démission pour siéger au Sénat Mandat écourté à la suite d'une dissolution parlementaire décidée par Jacques Chirac. |
| Xe          | 10 décembre 1995 | 21 avril 1997    | Pierre Carassus.    | MDC.            | Pierre Carassus remporte l'élection partielle du 10 décembre 1995 à la suite de sa démission pour siéger au Sénat Mandat écourté à la suite d'une dissolution parlementaire décidée par Jacques Chirac. |
| XIe         | 12 juin 1997     | 18 juin 2002     | Pierre Carassus     | MDC             | Maire de Vaux-le-Pénil |
| XIIe        | 19 juin 2002     | 19 juin 2007     | Yves Jégo           | UMP             | Maire de Montereau-Fault-Yonne |
| XIIIe       | 20 juin 2007     | mars 2008        | Yves Jégo           | UDI             | Gérard Millet occupe le siège à la suite de sa nomination comme secrétaire d'État chargé de l'Outre-mer.                                                                                                |
| XIIIe       | mars 2008        | juin 2009        | Gérard Millet       | UDI             | Gérard Millet occupe le siège à la suite de sa nomination comme secrétaire d'État chargé de l'Outre-mer.                                                                                                |
| XIIIe       | juin 2009        | 19 juin 2012     | Yves Jégo           | UDI             | Gérard Millet occupe le siège à la suite de sa nomination comme secrétaire d'État chargé de l'Outre-mer.                                                                                                |
| XIVe        | 20 juin 2012     | 20 juin 2017     | Yves Jégo           | PR-UMP          | Maire de Montereau-Fault-Yonne |
| XVe         | 21 juin 2017     | 13 juillet 2018  | Yves Jégo           | UDI             | Jean-Louis Thiériot, suppléant, récupère le siège à la suite du retrait de la vie politique du député Yves Jégo.                                                                                        |
| XVe         | 13 juillet 2018  | 21 juin 2022     | Jean-Louis Thiériot | LR              | Jean-Louis Thiériot, suppléant, récupère le siège à la suite du retrait de la vie politique du député Yves Jégo.                                                                                        |
| XVIe        | 22 juin 2022     | 9 juin 2024      | Jean-Louis Thiériot | LR              | Maire de Beauvoir Mandat écourté à la suite d'une dissolution parlementaire décidée par Emmanuel Macron.                                                                                                |

## Résultat des élections

### Élections de 1958
| Candidat       | Candidat           | Parti          | Premier tour | Premier tour | Second tour | Second tour |  |
| Candidat       | Candidat           | Parti          | Voix         | %            | Voix        | %           |  |
| -------------- | ------------------ | -------------- | ------------ | ------------ | ----------- | ----------- |  |
|                | Paul Barennes      | CNIP           | 13 154       | 29,77        | 15 064      | 34,76       |  |
|                | René Mocquiaux élu | CR (UNR)       | 11 061       | 25,03        | 17 536      | 40,47       |  |
|                | Edmond Marciel     | PCF            | 7 986        | 18,07        | 8 556       | 19,74       |  |
|                | Pierre Crouzet     | SFIO           | 5 395        | 12,21        | Retrait     | Retrait     |  |
|                | Jacques Pipault    | Modérés        | 3 718        | 8,41         | Retrait     | Retrait     |  |
|                | Bernard Giraud     | Modérés        | 2 874        | 6,5          | 2 177       | 5,02        |  |
|                |                    |                |              |              |             |             |  |
| Inscrits       | Inscrits           | Inscrits       | 57 718       | 100,00       | 57 687      | 100,00      |  |
| Abstentions    | Abstentions        | Abstentions    | 12 319       | 21,34        | 13 397      | 23,22       |  |
| Votants        | Votants            | Votants        | 45 399       | 78,66        | 44 290      | 76,78       |  |
| Blancs et nuls | Blancs et nuls     | Blancs et nuls | 1 211        | 2,67         | 957         | 2,16        |  |
| Exprimés       | Exprimés           | Exprimés       | 44 188       | 97,33        | 43 333      | 97,84       |  |

Le suppléant de René Mocquiaux était Pierre Humbert, ingénieur des Arts et Manufactures.

### Élections de 1962
| Candidat       | Candidat               | Parti          | Premier tour | Premier tour | Second tour | Second tour |  |
| Candidat       | Candidat               | Parti          | Voix         | %            | Voix        | %           |  |
| -------------- | ---------------------- | -------------- | ------------ | ------------ | ----------- | ----------- |  |
|                | Bertrand Flornoy élu   | UNR-UDT        | 18 082       | 45,85        | 25 708      | 66,05       |  |
|                | Paul d'Étienne         | PCF            | 8 596        | 21,8         | 13 214      | 33,95       |  |
|                | René Mocquiaux sortant | diss. UNR-UDT  | 7 048        | 17,87        | Retrait     | Retrait     |  |
|                | Jacques Bott           | SFIO           | 3 074        | 7,79         | Retrait     | Retrait     |  |
|                | Jacques Pipault        | Modérés        | 2 641        | 6,7          | Retrait     | Retrait     |  |
|                |                        |                |              |              |             |             |  |
| Inscrits       | Inscrits               | Inscrits       | 59 107       | 100,00       | 59 107      | 100,00      |  |
| Abstentions    | Abstentions            | Abstentions    | 18 405       | 31,14        | 17 754      | 30,04       |  |
| Votants        | Votants                | Votants        | 40 702       | 68,86        | 41 353      | 69,96       |  |
| Blancs et nuls | Blancs et nuls         | Blancs et nuls | 1 261        | 3,1          | 2 431       | 5,88        |  |
| Exprimés       | Exprimés               | Exprimés       | 39 441       | 96,9         | 38 922      | 94,12       |  |

Le suppléant de Bertrand Flornoy était Bernard Ramond-Gontaud, maire de Jouarre.

### Élections de 1967
| Candidat       | Candidat                       | Parti          | Premier tour | Premier tour | Second tour | Second tour |  |
| Candidat       | Candidat                       | Parti          | Voix         | %            | Voix        | %           |  |
| -------------- | ------------------------------ | -------------- | ------------ | ------------ | ----------- | ----------- |  |
|                | Bertrand Flornoy sortant réélu | UD-Ve          | 23 826       | 48,31        | 28 259      | 61,02       |  |
|                | Raymonde Renard                | PCF            | 9 897        | 20,07        | 18 055      | 38,98       |  |
|                | Yvette Roudy                   | FGDS (CIR)     | 7 782        | 15,78        | Retrait     | Retrait     |  |
|                | Jean Schuhler                  | CD (PDM)       | 6 156        | 12,48        |             |             |  |
|                | Robert Perrotin                | Extrême droite | 1 659        | 3,36         |             |             |  |
|                |                                |                |              |              |             |             |  |
| Inscrits       | Inscrits                       | Inscrits       | 62 983       | 100,00       | 62 983      | 100,00      |  |
| Abstentions    | Abstentions                    | Abstentions    | 12 393       | 19,68        | 14 049      | 22,31       |  |
| Votants        | Votants                        | Votants        | 50 590       | 80,32        | 48 934      | 77,69       |  |
| Blancs et nuls | Blancs et nuls                 | Blancs et nuls | 1 270        | 2,51         | 2 620       | 5,35        |  |
| Exprimés       | Exprimés                       | Exprimés       | 49 320       | 97,49        | 46 314      | 94,65       |  |

Le suppléant de Bertrand Flornoy était François de Peretti, attaché de préfecture.

### Élections de 1968
|                | Bertrand Flornoy sortant réélu | UDR (URP)      | 28 363 | 56,93  |  |  |  |
|                | Jean Bouvin                    | FGDS (SFIO)    | 12 366 | 24,82  |  |  |  |
|                | Raymonde Renard                | PCF            | 9 089  | 18,24  |  |  |  |
|                |                                |                |        |        |  |  |  |
| Inscrits       | Inscrits                       | Inscrits       | 62 768 | 100,00 |  |  |  |
| Abstentions    | Abstentions                    | Abstentions    | 11 911 | 18,98  |  |  |  |
| Votants        | Votants                        | Votants        | 50 857 | 81,02  |  |  |  |
| Blancs et nuls | Blancs et nuls                 | Blancs et nuls | 1 039  | 2,04   |  |  |  |
| Exprimés       | Exprimés                       | Exprimés       | 49 818 | 97,96  |  |  |  |

Le suppléant de Bertrand Flornoy était François de Peretti.

### Élections de 1973
| Candidat       | Candidat                       | Parti          | Premier tour | Premier tour | Second tour | Second tour |  |
| Candidat       | Candidat                       | Parti          | Voix         | %            | Voix        | %           |  |
| -------------- | ------------------------------ | -------------- | ------------ | ------------ | ----------- | ----------- |  |
|                | Bertrand Flornoy sortant réélu | UDR (URP)      | 21 871       | 38,15        | 31 181      | 56,22       |  |
|                | Raymonde Renard                | PCF            | 11 873       | 20,71        | 24 282      | 43,78       |  |
|                | Robert Le Foll                 | PS (UGSD)      | 11 319       | 19,74        | Retrait     | Retrait     |  |
|                | Bernard Rousseau               | MR             | 8 789        | 15,33        | Retrait     | Retrait     |  |
|                | Françoise Bazire               | LO             | 1 981        | 3,46         |             |             |  |
|                | Bernard Giraud                 | Divers droite  | 942          | 1,64         |             |             |  |
|                | Xavier Schuhler                | Divers droite  | 551          | 0,96         |             |             |  |
|                |                                |                |              |              |             |             |  |
| Inscrits       | Inscrits                       | Inscrits       | 71 930       | 100,00       | 71 929      | 100,00      |  |
| Abstentions    | Abstentions                    | Abstentions    | 13 240       | 18,41        | 13 270      | 18,45       |  |
| Votants        | Votants                        | Votants        | 58 690       | 81,59        | 58 659      | 81,55       |  |
| Blancs et nuls | Blancs et nuls                 | Blancs et nuls | 1 364        | 2,32         | 3 196       | 5,45        |  |
| Exprimés       | Exprimés                       | Exprimés       | 57 326       | 97,68        | 55 463      | 94,55       |  |

Le suppléant de Bertrand Flornoy était Daniel Isambert, géomètre-expert, ancien maire adjoint de Meaux.

### Élections de 1978
| Candidat       | Candidat            | Parti              | Premier tour | Premier tour | Second tour | Second tour |  |
| Candidat       | Candidat            | Parti              | Voix         | %            | Voix        | %           |  |
| -------------- | ------------------- | ------------------ | ------------ | ------------ | ----------- | ----------- |  |
|                | Robert Le Foll      | PS                 | 20 221       | 27,56        | 36 406      | 48,21       |  |
|                | Robert Héraud élu   | UDF (PR)           | 17 293       | 23,57        | 39 107      | 51,79       |  |
|                | Alain Bournazel     | RPR                | 16 673       | 22,72        | Retrait     | Retrait     |  |
|                | André Blanchemanche | PCF                | 12 680       | 17,28        | Retrait     | Retrait     |  |
|                | Mireille Lambert    | LO                 | 1 880        | 2,56         |             |             |  |
|                | Yves Oudard         | MDD                | 1 271        | 1,73         |             |             |  |
|                | Jean-Louis Dhuit    | Divers écologiste  | 1 086        | 1,48         |             |             |  |
|                | Paul Lemaire        | Divers droite (DC) | 989          | 1,35         |             |             |  |
|                | Jacques Boutillier  | FRP                | 667          | 0,91         |             |             |  |
|                | Joëlle Bobbio       | LCR                | 619          | 0,84         |             |             |  |
|                |                     |                    |              |              |             |             |  |
| Inscrits       | Inscrits            | Inscrits           | 90 134       | 100,00       | 89 693      | 100,00      |  |
| Abstentions    | Abstentions         | Abstentions        | 15 296       | 16,97        | 12 901      | 14,38       |  |
| Votants        | Votants             | Votants            | 74 838       | 83,03        | 76 792      | 85,62       |  |
| Blancs et nuls | Blancs et nuls      | Blancs et nuls     | 1 459        | 1,95         | 1 279       | 1,67        |  |
| Exprimés       | Exprimés            | Exprimés           | 73 379       | 98,05        | 75 513      | 98,33       |  |

Le suppléant de Robert Héraud était Robert Jourdain.

### Élections de 1981
| Candidat       | Candidat              | Parti          | Premier tour | Premier tour | Second tour | Second tour |  |
| Candidat       | Candidat              | Parti          | Voix         | %            | Voix        | %           |  |
| -------------- | --------------------- | -------------- | ------------ | ------------ | ----------- | ----------- |  |
|                | Robert Héraud sortant | UDF (PR)       | 31 262       | 46,43        | 34 697      | 48,19       |  |
|                | Robert Le Foll élu    | PS             | 25 965       | 38,57        | 37 307      | 51,81       |  |
|                | Jérôme Bevilacqua     | PCF            | 8 346        | 12,40        |             |             |  |
|                | Charles Brossier      | MRG            | 1 753        | 2,60         |             |             |  |
|                |                       |                |              |              |             |             |  |
| Inscrits       | Inscrits              | Inscrits       | 94 819       | 100,00       | 94 817      | 100,00      |  |
| Abstentions    | Abstentions           | Abstentions    | 26 639       | 28,09        | 21 791      | 22,98       |  |
| Votants        | Votants               | Votants        | 68 180       | 71,91        | 73 026      | 77,02       |  |
| Blancs et nuls | Blancs et nuls        | Blancs et nuls | 854          | 1,25         | 1 022       | 1,4         |  |
| Exprimés       | Exprimés              | Exprimés       | 67 326       | 98,75        | 72 004      | 98,6        |  |

La suppléante de Robert Le Foll était Michèle Védie, attachée d'administration à La Ferté-sous-Jouarre.

### Élections de 1988
| Candidat       | Candidat                         | Parti                      | Premier tour | Premier tour | Second tour | Second tour |  |
| Candidat       | Candidat                         | Parti                      | Voix         | %            | Voix        | %           |  |
| -------------- | -------------------------------- | -------------------------- | ------------ | ------------ | ----------- | ----------- |  |
|                | Jean-Jacques Hyest sortant réélu | UDF (CDS) (URC)            | 14 601       | 36,17        | 21 813      | 50,91       |  |
|                | Thierry de Beaucé                | Divers gauche (Maj. prés.) | 14 039       | 34,78        | 21 030      | 49,09       |  |
|                | Jean-François Jalkh sortant      | FN                         | 5 593        | 13,85        |             |             |  |
|                | José Ruiz                        | PCF                        | 4 855        | 12,03        |             |             |  |
|                | Thierry Blanchard                | Divers droite              | 1 282        | 3,18         |             |             |  |
|                |                                  |                            |              |              |             |             |  |
| Inscrits       | Inscrits                         | Inscrits                   | 65 403       | 100,00       | 65 393      | 100,00      |  |
| Abstentions    | Abstentions                      | Abstentions                | 24 185       | 36,98        | 21 148      | 32,34       |  |
| Votants        | Votants                          | Votants                    | 41 218       | 63,02        | 44 245      | 67,66       |  |
| Blancs et nuls | Blancs et nuls                   | Blancs et nuls             | 848          | 2,06         | 1 402       | 3,17        |  |
| Exprimés       | Exprimés                         | Exprimés                   | 40 370       | 97,94        | 42 843      | 96,83       |  |

La suppléante de Jean-Jacques Hyest était Chantal Jamet, professeur, maire adjoint de Montereau.

### Élections de 1993
| Candidat       | Candidat                         | Parti          | Premier tour | Premier tour | Second tour | Second tour |  |
| Candidat       | Candidat                         | Parti          | Voix         | %            | Voix        | %           |  |
| -------------- | -------------------------------- | -------------- | ------------ | ------------ | ----------- | ----------- |  |
|                | Jean-Jacques Hyest sortant réélu | UDF (CDS)      | 17 938       | 41,07        | 24 258      | 69,71       |  |
|                | Jacques Prost                    | FN             | 7 712        | 17,66        | 10 541      | 30,29       |  |
|                | Dominique Vincent                | PS (ADFP)      | 5 484        | 12,56        |             |             |  |
|                | José Ruiz                        | PCF            | 4 218        | 9,66         |             |             |  |
|                | Agnès Cheslet-Monvoisin          | Les Verts (EÉ) | 4 174        | 9,56         |             |             |  |
|                | Roger Noirmain                   | LT-LNÉ         | 1 652        | 3,78         |             |             |  |
|                | Frédéric Castello                | LO             | 924          | 2,12         |             |             |  |
|                | Alain Aucouturie                 | PT             | 667          | 1,53         |             |             |  |
|                | Gilbert Quinquis                 | UDI            | 512          | 1,17         |             |             |  |
|                | Fathia Sahi                      | Divers         | 229          | 0,52         |             |             |  |
|                | Robert Domenech                  | RDRP           | 165          | 0,38         |             |             |  |
|                |                                  |                |              |              |             |             |  |
| Inscrits       | Inscrits                         | Inscrits       | 68 915       | 100,00       | 68 914      | 100,00      |  |
| Abstentions    | Abstentions                      | Abstentions    | 23 084       | 33,5         | 26 756      | 38,83       |  |
| Votants        | Votants                          | Votants        | 45 831       | 66,5         | 42 158      | 61,17       |  |
| Blancs et nuls | Blancs et nuls                   | Blancs et nuls | 2 156        | 4,7          | 7 359       | 17,46       |  |
| Exprimés       | Exprimés                         | Exprimés       | 43 675       | 95,3         | 34 799      | 82,54       |  |

Le suppléant de Jean-Jacques Hyest était Jacques Marinelli, maire de Melun, conseiller régional.

### Élection partielle du 3 et du 10 décembre 1995
Jean-Jacques Hyest est élu Sénateur le 24 septembre 1995.
| Candidat       | Candidat            | Parti          | Premier tour | Premier tour | Second tour | Second tour |  |
| Candidat       | Candidat            | Parti          | Voix         | %            | Voix        | %           |  |
| -------------- | ------------------- | -------------- | ------------ | ------------ | ----------- | ----------- |  |
|                | Pierre Carassus élu | MDC (PS)       | 6 871        | 27,23        | 15 038      | 59,98       |  |
|                | Grégory Prost       | FN             | 5 598        | 22,19        | 10 030      | 40,01       |  |
|                | Richard Brun        | UDF            | 3 990        | 15,81        |             |             |  |
|                | Patrick Septiers    | Divers droite  | 3 913        | 15,51        |             |             |  |
|                | José Ruiz           | PCF            | 3 291        | 13,04        |             |             |  |
|                | Frédéric Castello   | LO             | 678          | 2,68         |             |             |  |
|                | Michel Martinez     | Divers droite  | 520          | 2,06         |             |             |  |
|                | William Mallol      | Divers droite  | 343          | 1,43         |             |             |  |
|                | Yves Jégo           | RPR            | 3            | 0,00         |             |             |  |
|                |                     |                |              |              |             |             |  |
| Inscrits       | Inscrits            | Inscrits       | 71 116       | 100,00       | 71 116      | 100,00      |  |
| Abstentions    | Abstentions         | Abstentions    | 44 997       | 63,27        | 44 997      | 63,27       |  |
| Votants        | Votants             | Votants        | 26 119       | 36,73        | 26 119      | 36,73       |  |
| Blancs et nuls | Blancs et nuls      | Blancs et nuls | 892          | 3,42         | 1 051       | 4,02        |  |
| Exprimés       | Exprimés            | Exprimés       | 25 227       | 96,58        | 25 068      | 95,98       |  |

### Élections de 1997
| Candidat       | Candidat                      | Parti             | Premier tour | Premier tour | Second tour | Second tour |  |
| Candidat       | Candidat                      | Parti             | Voix         | %            | Voix        | %           |  |
| -------------- | ----------------------------- | ----------------- | ------------ | ------------ | ----------- | ----------- |  |
|                | Yves Jégo                     | RPR               | 13 397       | 30,5         | 22 667      | 49,48       |  |
|                | Pierre Carassus sortant réélu | MDC (PCF)         | 12 021       | 27,37        | 23 141      | 50,52       |  |
|                | Jean-François Jalkh           | FN                | 8 466        | 19,28        |             |             |  |
|                | Stéphane Mathieu              | Extrême droite    | 2 866        | 6,53         |             |             |  |
|                | Frédéric Castello             | LO                | 1 521        | 3,46         |             |             |  |
|                | Dominique Béneteau            | Extrême droite    | 1 488        | 3,39         |             |             |  |
|                | Hélène Lienhardt              | Divers écologiste | 1 358        | 3,09         |             |             |  |
|                | Marie-Claude De Marcos        | GÉ                | 1 321        | 3,01         |             |             |  |
|                | Denis Jullemier               | LDI (MPF)         | 1 139        | 2,59         |             |             |  |
|                | Philippe Lassiaz Delaunes     | Extrême droite    | 344          | 0,78         |             |             |  |
|                | Emmanuelle Flachot            | Extrême droite    | 0            | 0            |             |             |  |
|                |                               |                   |              |              |             |             |  |
| Inscrits       | Inscrits                      | Inscrits          | 69 945       | 100,00       | 69 946      | 100,00      |  |
| Abstentions    | Abstentions                   | Abstentions       | 24 085       | 34,43        | 21 367      | 30,55       |  |
| Votants        | Votants                       | Votants           | 45 860       | 65,57        | 48 579      | 69,45       |  |
| Blancs et nuls | Blancs et nuls                | Blancs et nuls    | 1 939        | 4,23         | 2 771       | 5,7         |  |
| Exprimés       | Exprimés                      | Exprimés          | 43 921       | 95,77        | 45 808      | 94,3        |  |

Le suppléant de Pierre Carassus était Tino Petruzzi, maire de Chartrettes, éducateur spécialisé, élu conseiller général du canton du Châtelet-en-Brie en 1998.

### Élections de 2002
| Candidat       | Candidat                | Parti               | Premier tour | Premier tour | Second tour | Second tour |  |
| Candidat       | Candidat                | Parti               | Voix         | %            | Voix        | %           |  |
| -------------- | ----------------------- | ------------------- | ------------ | ------------ | ----------- | ----------- |  |
|                | Yves Jégo élu           | UMP                 | 16 122       | 36,44        | 22 666      | 57,61       |  |
|                | Danièle Chazarenc       | PS                  | 7 342        | 16,59        | 16 677      | 42,39       |  |
|                | Pierre Carassus sortant | Divers gauche (PCF) | 7 182        | 16,23        |             |             |  |
|                | Jean-François Jalkh     | FN                  | 6 104        | 13,8         |             |             |  |
|                | Patrick Septiers        | UDF                 | 4 321        | 9,77         |             |             |  |
|                | Jeanne Bordelet         | LCR                 | 916          | 2,07         |             |             |  |
|                | Isabelle Laraque        | MNR                 | 764          | 1,73         |             |             |  |
|                | Jean-Louis Guerrier     | LO                  | 670          | 1,51         |             |             |  |
|                | Liliane Faure           | CPNT                | 429          | 0,97         |             |             |  |
|                | Harald Verlinde         | RPF                 | 300          | 0,68         |             |             |  |
|                | François Torrens        | Divers gauche       | 97           | 0,22         |             |             |  |
|                | Mélanie Skadarka        | GÉ                  | 0            | 0            |             |             |  |
|                |                         |                     |              |              |             |             |  |
| Inscrits       | Inscrits                | Inscrits            | 71 055       | 100,00       | 71 056      | 100,00      |  |
| Abstentions    | Abstentions             | Abstentions         | 26 041       | 36,65        | 30 099      | 42,36       |  |
| Votants        | Votants                 | Votants             | 45 014       | 63,35        | 40 957      | 57,64       |  |
| Blancs et nuls | Blancs et nuls          | Blancs et nuls      | 767          | 1,7          | 1 614       | 3,94        |  |
| Exprimés       | Exprimés                | Exprimés            | 44 247       | 98,3         | 39 343      | 96,06       |  |

Le suppléant d'Yves Jégo était Richard Brun, maire adjoint de Melun, chef d'entreprise.

### Élections de 2007
| Candidat       | Candidat                | Parti          | Premier tour | Premier tour | Second tour | Second tour |  |
| Candidat       | Candidat                | Parti          | Voix         | %            | Voix        | %           |  |
| -------------- | ----------------------- | -------------- | ------------ | ------------ | ----------- | ----------- |  |
|                | Yves Jégo sortant réélu | UMP            | 22 178       | 49,65        | 26 050      | 63,47       |  |
|                | Sami Naïr               | MRC (PS)       | 5 870        | 13,14        | 14 996      | 36,53       |  |
|                | Patrick Septiers        | UDF–MoDem      | 4 938        | 11,05        |             |             |  |
|                | Pierre Carassus         | Divers gauche  | 4 931        | 11,04        |             |             |  |
|                | Jean-François Jalkh     | FN             | 2 151        | 4,82         |             |             |  |
|                | Hélène Lipietz          | Les Verts      | 1 824        | 4,08         |             |             |  |
|                | Annie Sicre             | LCR            | 1 112        | 2,49         |             |             |  |
|                | Carole Joguet           | MPF            | 447          | 1            |             |             |  |
|                | Jean-Louis Guerrier     | LO             | 378          | 0,85         |             |             |  |
|                | Thierry Pochon          | MNR            | 362          | 0,81         |             |             |  |
|                | Solange Caty            | Divers         | 246          | 0,55         |             |             |  |
|                | Alain Aucouturier       | PT             | 231          | 0,52         |             |             |  |
|                |                         |                |              |              |             |             |  |
| Inscrits       | Inscrits                | Inscrits       | 76 553       | 100,00       | 76 549      | 100,00      |  |
| Abstentions    | Abstentions             | Abstentions    | 31 122       | 40,65        | 33 717      | 44,05       |  |
| Votants        | Votants                 | Votants        | 45 431       | 59,35        | 42 832      | 55,95       |  |
| Blancs et nuls | Blancs et nuls          | Blancs et nuls | 763          | 1,68         | 1 786       | 4,17        |  |
| Exprimés       | Exprimés                | Exprimés       | 44 668       | 98,32        | 41 046      | 95,83       |  |

### Élections de 2012
| Candidat       | Candidat                | Parti                   | Premier tour | Premier tour | Second tour | Second tour |  |
| Candidat       | Candidat                | Parti                   | Voix         | %            | Voix        | %           |  |
| -------------- | ----------------------- | ----------------------- | ------------ | ------------ | ----------- | ----------- |  |
|                | Yves Jégo sortant réélu | PRV (UMP)               | 15 987       | 37,88        | 21 752      | 53,11       |  |
|                | Patricia Inghelbrecht   | PS (EÉLV)               | 14 531       | 34,43        | 19 202      | 46,89       |  |
|                | Virginie Recher         | FN                      | 6 965        | 16,50        |             |             |  |
|                | Jean-Luc Maillot        | FG (PCF)                | 2 127        | 5,04         |             |             |  |
|                | Dominique Lioret        | Divers droite           | 691          | 1,64         |             |             |  |
|                | Marie-Lise Geffroy      | Divers écologiste (AÉI) | 646          | 1,53         |             |             |  |
|                | Yannick Guillo          | PRG                     | 386          | 0,91         |             |             |  |
|                | Geneviève Buffard       | Divers droite (DLR)     | 325          | 0,77         |             |             |  |
|                | Catherine Van Cauteren  | Extrême gauche (LO)     | 205          | 0,49         |             |             |  |
|                | Alain Aucouturier       | Extrême gauche (POI)    | 170          | 0,40         |             |             |  |
|                | Nora Chérifi            | Extrême gauche (NPA)    | 170          | 0,40         |             |             |  |
|                |                         |                         |              |              |             |             |  |
| Inscrits       | Inscrits                | Inscrits                | 72 468       | 100,00       | 72 477      | 100,00      |  |
| Abstentions    | Abstentions             | Abstentions             | 29 665       | 40,94        | 30 250      | 41,74       |  |
| Votants        | Votants                 | Votants                 | 42 803       | 59,06        | 42 227      | 58,26       |  |
| Blancs et nuls | Blancs et nuls          | Blancs et nuls          | 600          | 1,4          | 1 273       | 3,01        |  |
| Exprimés       | Exprimés                | Exprimés                | 42 203       | 98,6         | 40 954      | 96,99       |  |

### Élections de 2017
| Candidat         | Candidat                    | Parti          | Premier tour | Premier tour | Second tour | Second tour |
| Candidat         | Candidat                    | Parti          | Voix         | %            | Voix        | %           |
| ---------------- | --------------------------- | -------------- | ------------ | ------------ | ----------- | ----------- |
|                  | Yves Jégo*                  | UDI            | 13 176       | 40,15        | 18 531      | 69,13       |
|                  | Aymeric Durox               | FN             | 6 701        | 20,42        | 8 274       | 30,87       |
|                  | Agnès Erdemsel              | FI             | 4 927        | 15,02        |             |             |
|                  | Marie-Laure Fages           | PS             | 2 907        | 8,86         |             |             |
|                  | Rosa Lacerda                | ECO            | 1956         | 5,96         |             |             |
|                  | Stefan Milosevic            | DLF            | 1075         | 3,28         |             |             |
|                  | Virginie Masson             | PCF            | 727          | 2,22         |             |             |
|                  | François Bettencourt        | DVD            | 412          | 1,26         |             |             |
|                  | Brigitte Waguet             | DIV            | 331          | 1,01         |             |             |
|                  | Catherine Van Cauteren      | LO             | 267          | 0,81         |             |             |
|                  | Nadia Belaghlem Boukherouba | DIV            | 183          | 0,56         |             |             |
|                  | Alain Aucouturier           | PT             | 251          | 0,46         |             |             |
|                  |                             |                |              |              |             |             |
| Inscrits         | Inscrits                    | Inscrits       | 75 460       |              | 75 457      |             |
| Abstentions      | Abstentions                 | Abstentions    | 41 523       | 55,03        | 45 482      | 60,28       |
| Votants          | Votants                     | Votants        | 33 937       | 44,97        | 29 975      | 39,72       |
| Blancs et nuls   | Blancs et nuls              | Blancs et nuls | 901          | 1,19         | 2 525       | 3,35        |
| Exprimés         | Exprimés                    | Exprimés       | 32 813       | 96,69        | 26 805      | 89,42       |
| * député sortant |                             |                |              |              |             |             |

### Élections de 2022
Les élections législatives françaises de 2022 se déroulent les dimanches 12 et 19 juin 2022.
| Résultats des élections législatives des 12 et 19 juin 2022 de la 3e circonscription de Seine-et-Marne |                          |                          |                          |              |              |             |             |
| Candidats                                                                                              | Candidats                | Parti et coalition       | Nuance                   | Premier tour | Premier tour | Second tour | Second tour |
| Candidats                                                                                              | Candidats                | Parti et coalition       | Nuance                   | Voix         | %            | Voix        | %           |
| | Élodie Gérôme-Delgado    | REV (NUPES)              | NUP                      | 8 895        | 25,27        | 14 072      | 43,31       |
| | Jean-Louis Thiériot      | LR (UDC)                 | LR                       | 8 409        | 23,89        | 18 422      | 56,69       |
| | Dominique Lioret         | RN                       | RN                       | 7 988        | 22,69        |             |             |
| | Patrick Septiers         | MoDem                    | DVC                      | 5 290        | 15,03        |             |             |
| | Xavier Mallet            | REC                      | REC                      | 1 432        | 4,07         |             |             |
| | Olivier Théot            | PP                       | DVG                      | 992          | 2,82         |             |             |
| | Laëtitia Gardel          | LP (UPF)                 | DSV                      | 638          | 1,81         |             |             |
| | Camille Leguillon        | PA                       | ECO                      | 606          | 1,72         |             |             |
| | Amina Bacar              | DVG                      | DVG                      | 331          | 0,94         |             |             |
| | Catherine van Cauteren   | LO                       | DXG                      | 279          | 0,79         |             |             |
| | Valérie Coupé            | POID                     | DXG                      | 208          | 0,59         |             |             |
| | Maïssane Benkaba         | UDMF                     | DIV                      | 132          | 0,37         |             |             |
| | Elisa Nomellini          | RES                      | REG                      | 2            | 0,01         |             |             |
| Suffrages exprimés                                                                                     | Suffrages exprimés       | Suffrages exprimés       | Suffrages exprimés       | 35 202       | 97,88        | 32 494      | 94,05       |
| Votes blancs                                                                                           | Votes blancs             | Votes blancs             | Votes blancs             | 618          | 1,72         | 1 535       | 4,44        |
| Votes nuls                                                                                             | Votes nuls               | Votes nuls               | Votes nuls               | 145          | 0,40         | 522         | 1,51        |
| Total                                                                                                  | Total                    | Total                    | Total                    | 35 965       | 100          | 34 551      | 100         |
| Abstention                                                                                             | Abstention               | Abstention               | Abstention               | 41 077       | 53,32        | 42 520      | 55,17       |
| Inscrits / participation                                                                               | Inscrits / participation | Inscrits / participation | Inscrits / participation | 77 042       | 46,68        | 77 071      | 44,83       |

### Élections de 2024
| Candidats                | Candidats                | Parti et coalition       | Nuance                   | Premier tour | Premier tour | Second tour | Second tour |
| Candidats                | Candidats                | Parti et coalition       | Nuance                   | Voix         | %            | Voix        | %           |
| ------------------------ | ------------------------ | ------------------------ | ------------------------ | ------------ | ------------ | ----------- | ----------- |
|                          | Davy Brun                | RN                       | RN                       | 19 152       | 38,13        | 20 250      | 41,49       |
|                          | Jean-Louis Thiériot      | LR                       | LR                       | 15 914       | 31,68        | 28 560      | 58,51       |
|                          | Laura Vallée-Hans        | REV (NFP)                | UG                       | 14 267       | 28,40        | Retrait     | Retrait     |
|                          | Catherine van Cauteren   | LO                       | EXG                      | 896          | 1,78         |             |             |
|                          |                          |                          |                          |              |              |             |             |
| Votes valides            | Votes valides            | Votes valides            | Votes valides            | 50 229       | 97,55        | 48 810      | 95,68       |
| Votes blancs             | Votes blancs             | Votes blancs             | Votes blancs             | 984          | 1,91         | 1 825       | 3,58        |
| Votes nuls               | Votes nuls               | Votes nuls               | Votes nuls               | 279          | 0,54         | 377         | 0,74        |
| Total                    | Total                    | Total                    | Total                    | 51 492       | 100          | 51 012      | 100         |
| Abstention               | Abstention               | Abstention               | Abstention               | 26 422       | 33,91        | 26 917      | 34,54       |
| Inscrits / participation | Inscrits / participation | Inscrits / participation | Inscrits / participation | 77 914       | 66,09        | 77 929      | 65,46       |